# Верхнее Пулозеро
Верхнее Пулозеро — пресноводное озеро на территории сельского поселения Зареченск Кандалакшского района Мурманской области.

## Общие сведения
Площадь озера — 1,4 км². Располагается на высоте 64,4 метров над уровнем моря.
Форма озера лопастная, продолговатая: оно более чем на два километра вытянуто с северо-запада на юго-восток. Берега изрезанные, каменисто-песчаные, местами заболоченные.
Из залива на южной стороне озера вытекает безымянный водоток, который, протекая через Нижнее Пулозеро, впадает в западную оконечность Сенного озера, через которое протекает река Каменная, впадающая в Ковдозеро. Через последнее протекает река Ковда, впадающая, в свою очередь, в Белое море.
В Верхнем Пулозере расположено не менее пяти безымянных островов различной площади.
Населённые пункты и автодороги вблизи водоёма отсутствуют.
Код объекта в государственном водном реестре — 02020000611102000001495.